# Hilara carbonella
Hilara carbonella är en tvåvingeart som beskrevs av Zetterstedt 1859. Hilara carbonella ingår i släktet Hilara och familjen dansflugor. Inga underarter finns listade i Catalogue of Life.